# Supercopa andorrana 2006
La Supercopa andorrana 2006 è stata la quarta edizione della supercopa andorrana di calcio.
La partita fu disputata dal FC Rànger's, vincitore del campionato, e dal FC Santa Coloma, vincitore della coppa.
L'incontro si giocò il 17 settembre 2006 allo Estadi Comunal d'Aixovall e vinse il FC Rànger's, al suo primo titolo, ai tempi supplementari dopo aver recuperato due goal di svantaggio nei minuti finali.

## Tabellino
| Aixovall 17 settembre 2006                                                                                                  | FC Rànger's | 4 – 3 (d.t.s.)                           | FC Santa Coloma | Estadi Comunal d'Aixovall |
| \| \| \| \| \| Poro 90’ Chancha 90+1’, 99’ Carles da Cunha 102’ \| Marcatori \| 9’ (rig.), 115’ (rig.) Toscano 16’ Diego \| |             |                                          |                 |                           |
| |             |                                          |                 |                           |
| Poro 90’ Chancha 90+1’, 99’ Carles da Cunha 102’                                                                            | Marcatori   | 9’ (rig.), 115’ (rig.) Toscano 16’ Diego |                 |                           |